# ホープ・タラ
ホープ・タラ(Hope Tala、1997年11月18日 - )の芸名で知られるホープ・ナターシャ・マクドナルド（Hope Natasha McDonald）はイギリスのシンガーソングライター。彼女の音楽スタイルはR&B、ラテン音楽、ネオ・ソウル、そしてボサノヴァから成っている。

## 生い立ち
ホープ・タラはウェスト・ロンドンにジャマイカ系の黒人の父と、イギリスとアイルランドの血を引く母の間に生まれた。子供のころに様々な楽器を演奏することを学んだ。 15歳の頃から歌うことをはじめ、ASレベルの音楽を学んでいるときにはじめて作曲をした。家で、Logic Proを試してSoundCloudでデモを公開した。タラはギターが好きな楽器で、ナイロンの弦が好きだがアコースティック・ギターもエレキ・ギターも両方楽しむと述べている。彼女の呼称は本名に由来しており、「タラ」はミドルネームのナターシャの短縮形である。

## キャリア

### 2018年 - 2019年
タラはブリストル大学で英文学を学んだ。2019年に第一級の学位で卒業した。ケンブリッジ大学で修士を目指す機会を断り、音楽のキャリアを追求した。タラは大学時代に最初と二作目のEP「Starry Ache」と「Sensitive Soul」を完成させた。彼女は論文を完成させると同時にシングル「Lovestained」を完成させた。
タラのファースト・シングル「ブルー」は2018年にリリースされ、のちにEP「Starry Ache」に含められた。2019年にはシングル「Lovestained」と「D.T.M.」をリリースした。「Lovestained」はタラが英文学の学位取得に向けて取り組んでいるときに書かれた。タラの「Lovestained」はのちにローリング・ストーンの2019年のベスト50曲で8位に入った。二つのシングルはEP「Sensitive Soul」に収録された。

### 2020年 - 現在
タラの「All My Girls Like To Fight」は彼女の2020年最初の曲である。そのころ彼女は音楽キャリアのために修士の学位を目指すのをやめた時期だった。「ワンダーランド」誌に話す中でタラは音楽を「一発勝負のキャリア」と述べ、もし後の人生で続ける機会があったら「勉強を続けたことを後悔した」だろうと語っている。タラは「All My Girls Like To Fight」を書くことを「曲の中に広がりのある物語を構築する」と述べ、「強さと主体性を持つ女性を描きたかった」とも述べた。その曲はEP「Girl Eats Sun」に収録されている。タラは最初のスタジオ・アルバム「Hope Handwritten」を2025年2月にリリースした。

## 評価
タラの「All My Girls Like To Fight」はバラク・オバマの2020年のお気に入りの曲の一つに選ばれた。「Tiptoeing」はクララ・アムフォにより2021年10月19日にBBC Radio 1の「世界で最もホットなレコード」に選ばれた。

## 私生活
タラはクィアであり、「黒人または混血の人種」と自認している。

## ディスコグラフィ

### スタジオ・アルバム
| タイトル         | 詳細                                                                                         |
| ---------------- | -------------------------------------------------------------------------------------------- |
| Hope Handwritten | - リリース: 2025年2月28日 - レーベル: PMR - 規格: CD、ストリーミング、デジタル・ダウンロード |

### EP
| タイトル       | 詳細                                                                                              | チャート・ポジション |
| タイトル       | 詳細                                                                                              | UK DL                |
| -------------- | ------------------------------------------------------------------------------------------------- | -------------------- |
| Starry Ache    | - リリース:2018年10月3日 - レーベル: 自主制作 - 規格: デジタル・ダウンロード、ストリーミング      | —                    |
| Sensitive Soul | - リリース: 2019年7月14日 - レーベル: 自主制作 - 規格: デジタル・ダウンロード、ストリーミング     | —                    |
| Girl Eats Sun  | - リリース: 2020年11月13日 - レーベル: EMIレコーズ - 規格: デジタル・ダウンロード、ストリーミング | —                    |

### シングル
| タイトル                     | 年     | アルバム         |
| ---------------------------- | ------ | ---------------- |
| "Blue"                       | 2018年 | Starry Ache      |
| "Moontime"                   | 2018年 | Starry Ache      |
| "Lovestained"                | 2019年 | Sensitive Soul   |
| "D.T.M."                     | 2019年 | Sensitive Soul   |
| "All My Girls Like To Fight" | 2020年 | Girl Eats Sun    |
| "Cherries" (featuring Aminé) | 2020年 | Girl Eats Sun    |
| "Crazy"                      | 2020年 | Girl Eats Sun    |
| "Mad"                        | 2021年 | アルバム未収録   |
| "Tiptoeing"                  | 2021年 | アルバム未収録   |
| "Party Sickness"             | 2022年 | アルバム未収録   |
| "Is It Enough"               | 2022年 | アルバム未収録   |
| "Leave It On The Dancefloor" | 2022年 | アルバム未収録   |
| "Stayed at the Party"        | 2022年 | アルバム未収録   |
| "I Can't Even Cry"           | 2024年 | Hope Handwritten |
| "Bad Love God"               | 2024年 | Hope Handwritten |
| "Thank Goodness"             | 2024年 | Hope Handwritten |
| "Shiver"                     | 2024年 | Hope Handwritten |
| "Jumping the Gun"            | 2024年 | Hope Handwritten |
| "Survival"                   | 2024年 | Hope Handwritten |
| "Phoenix"                    | 2024年 | Hope Handwritten |